# Edgar Puaud
Pour les articles homonymes, voir Puaud.
Edgar Puaud, né le 29 octobre 1889 à Orléans et disparu le 5 mars 1945 en Poméranie, est un militaire français. À l'origine officier dans l'armée française, il collabore ensuite avec l'occupant allemand pendant la Seconde Guerre mondiale et prend le commandement de la LVF puis de la division SS Charlemagne constituée de volontaires français.

## Biographie
Edgar Puaud est né le 29 octobre 1889 à Orléans (Loiret) et probablement mort en 1945. Il fut sous-lieutenant durant la Première Guerre mondiale, puis suivit la carrière classique d'un officier de la Légion étrangère : capitaine dans la Légion au Maroc, puis commandant en Syrie.  
En août 1940, commandant du camp de la Légion étrangère de Septfonds, il facilite, en contrevenant aux ordres de Vichy, la démobilisation des survivants EVDG (engagés volontaires pour la durée de la guerre) du 23e régiment de marche de volontaires étrangers (23e RMVE), composé de juifs étrangers, leur évitant ainsi la captivité.  
Promu lieutenant-colonel dans l'armée d'armistice, en juillet 1942, il rejoint la Légion tricolore et devient chef d'état-major du général Paul Galy qui commande cette troupe gouvernementale, que Pierre Laval souhaite engager sur le front de l'Est. Il est placé à la tête du dépôt de Guéret, où se rassemblent les volontaires. Mais, à la suite de l'échec de la Légion tricolore, il s'engage dans la LVF créée par Marcel Déat.
La LVF manquant d'officiers supérieurs relativement jeunes, Edgar Puaud est immédiatement placé à la tête de trois bataillons français rassemblés en Biélorussie dans la lutte contre les partisans soviétiques. Promu colonel de la Wehrmacht afin d'être nommé commandant de la LVF, et commandant nominal de la Phalange africaine, il fut promu général français en 1944 par le gouvernement de Vichy, et enfin SS-Oberführer commandant le 10 février 1945, de la Division Charlemagne avec le Brigadeführer Gustav Krukenberg. Il retrouve Henri Fenet, Eugène Vaulot ou Jean de Vaugelas qui a été chef de la Milice française à Limoges en 1944. 
Après la campagne extrêmement dure de l’hiver 1943-1944, Edgar Puaud revient en France pour une tournée de propagande en faveur de la LVF. À cette occasion, Vichy le promeut général de brigade et l’élève au grade de commandeur de la Légion d'honneur. Au printemps 1944, il retourne sur le front de l'Est et participe à la bataille de Bobr au cours duquel la LVF connaît de lourdes pertes. Sur l’injonction des Allemands, il doit rassembler les survivants et les intègre à la Waffen-SS pour former une division française, la division Charlemagne dont il prend le commandement. Il reçoit alors le grade d’Oberführer et mène ses troupes dans les combats de Poméranie.
Dans la nuit du 4 mars 1945, la division tente de percer Belgard en se divisant en trois groupes tout en profitant du brouillard. Cependant, désorienté, ils se perdent et se retrouve au milieu des troupes soviétiques qui ouvrirent le feu aussitôt. Peu des SS français réussirent à s'échapper, et l'unité commandée par Puaud est prise sous le feu de plusieurs blindés. Puaud disparait dans la plaine de Belgard avec l'ensemble de ses hommes et seul le bataillon de Obersturmführer Henri Fenet parvient à s'en sortir quasiment au complet. Il ressort, au contraire, de tous les témoignages recueillis auprès des rescapés de la division, qu'il a survécu aux combats dans la plaine de Belgard et qu'il a été fait prisonnier par les Soviétiques.
On ignore son sort ultérieur mais, selon des sources non vérifiées, citées par l'historien d'extrême droite Jean Mabire, Puaud aurait été vu après la guerre dans la partie Est de l'Allemagne, sous uniforme soviétique. Ce fait n'a pu être ni infirmé, ni confirmé.

## Décorations
- Commandeur de la Légion d'honneur (1944)[4]
- Croix de guerre 1914–1918 (7 citations)
- Croix de guerre des Théâtres d'opérations extérieurs (3 citations)
- Croix de guerre légionnaire avec palme
- Insigne des blessés militaires
- Commandeur du Ouissam alaouite chérifien
- Croix de fer de 1re classe
- Croix de fer de 2e classe
- Croix du Mérite avec épées